# 24. korpus (Kopenska vojska ZDA)
Za druge 24. korpuse glejte 24. korpus.
24. korpus je bil korpus Kopenske vojske Združenih držav Amerike.